# Le Mandarin merveilleux

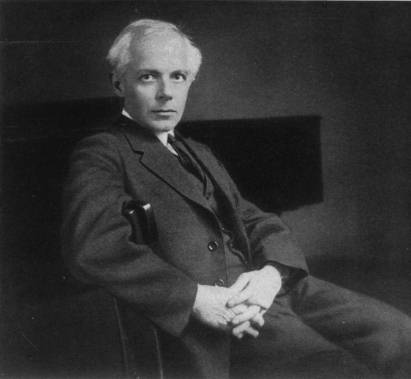
Béla Bartók en 1927

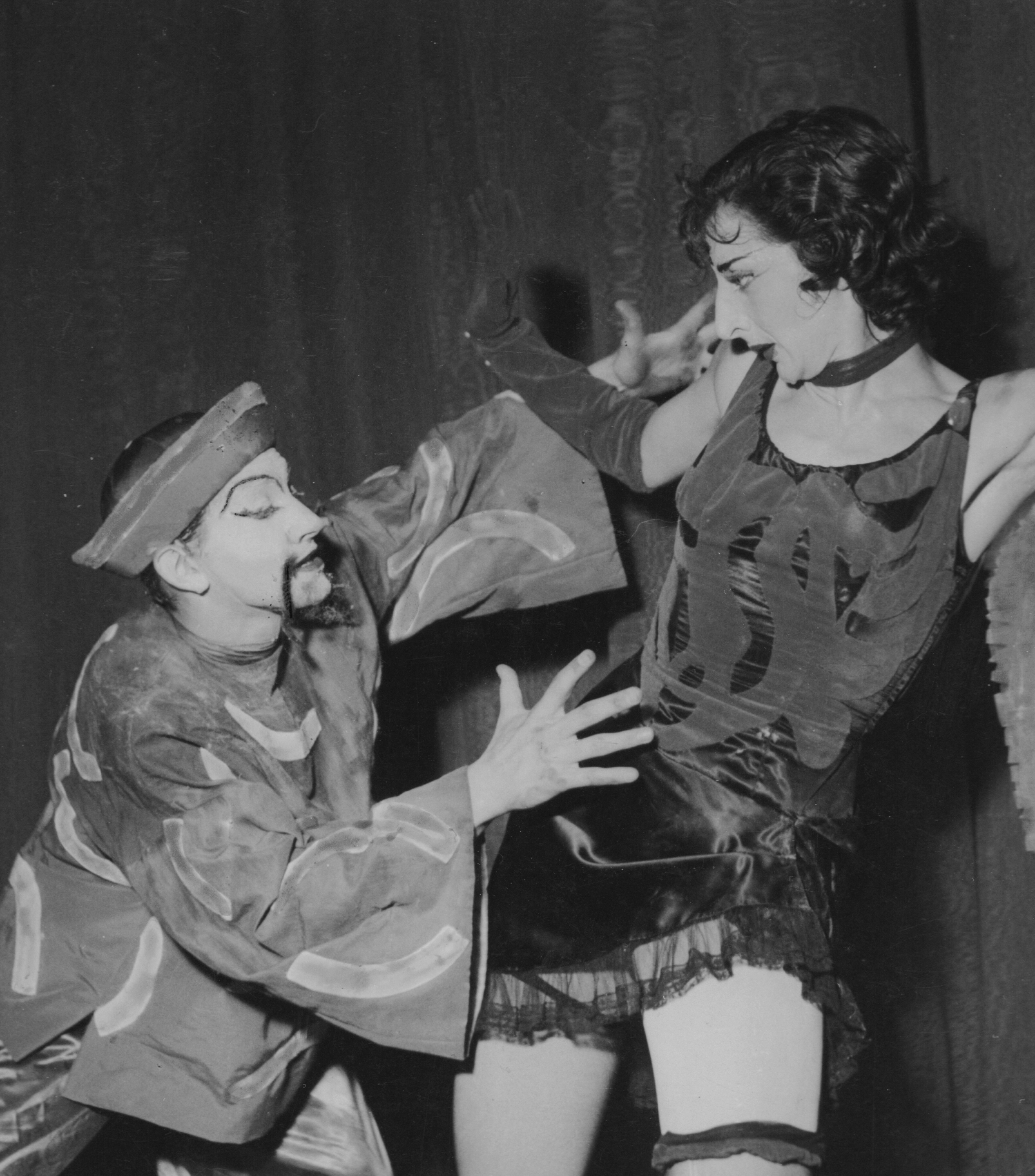

A csodálatos mandarin
Pour les articles homonymes, voir Mandarin.
 (février 2024).
Si vous disposez d'ouvrages ou d'articles de référence ou si vous connaissez des sites web de qualité traitant du thème abordé ici, merci de compléter l'article en donnant les références utiles à sa vérifiabilité et en les liant à la section « Notes et références ».

## L'œuvre
Composé au lendemain de la Première Guerre mondiale, la même année que la création de son opéra Le Château de Barbe-Bleue (écrit en 1911), Le Mandarin merveilleux est le deuxième ballet-pantomime de Bartók après Le Prince de bois (1914-1916) monté en 1917.
Les différents personnages de l'intrigue, représentés musicalement, sont les suivants :
- une prostituée (la clarinette)
- trois souteneurs (le quatuor à cordes)
- deux clients (un jeune et un plus âgé)
- un mandarin (les cuivres et principalement les trombones)

## Argument
Devant une maison louche des bas-quartiers d'une ville chinoise sordide et chaotique, une prostituée attire les passants vers trois mauvais garçons qui les dévalisent. Deux quidams sans le sou, un vieux beau et un jeune timide, sont refoulés par les voyous. Arrive un riche mandarin, pigeon idéal, qui se laisse séduire par une danse lascive, une chasse voluptueuse. À trois reprises, par étouffement, coups de poignard et strangulation, les truands essaient d'assassiner le Chinois, mais, bien que blessé, il semble immortel. Apitoyée, la prostituée chasse ses comparses et s'abandonne dans les bras du mandarin qui, son désir assouvi, succombe à ses plaies. Dans la suite pour orchestre, l'histoire prend fin avant la mort du mandarin.

## Orchestration
Expressionniste et impressionniste avec une touche de surnaturel, Le Mandarin merveilleux est écrit pour grand orchestre symphonique, Bartok exploitant toute la richesse des matériaux sonores particulièrement dans des scansions rythmiques, virulentes, frénétiques, voire obsessionnelles rappelant, cinq ans après, l'univers du Sacre du printemps de Stravinsky.
| Instrumentation du Mandarin merveilleux |
| Cordes |
| premiers violons, seconds violons, altos, violoncelles, contrebasses, harpe |
| Bois |
| 3 flûtes, la 2e et la 3e jouant du piccolo, 3 hautbois, le 3e jouant du cor anglais, 3 clarinettes si♭, ré, la et mi♭, 2 clarinettes basse si♭ et la, 3 bassons, le 2e et le 3e jouant du contrebasson. |
| Cuivres |
| 4 cors, le 3e et le 4e jouant les tubas ténors si♭ 3 trompettes en ut, 3 trombones, 1 tuba basse |
| Percussions |
| timbales, xylophone, célesta caisse claire, grosse caisse, tam-tam, triangle, cymbales |
| Claviers |
| piano, orgue |
| Chœur |

## Autres versions
Le Mandarin merveilleux a connu de nombreuses versions chorégraphiques, dont celles de Hans Strohbach (1926), Aurel Milloss (1942), Gyula Harangozó (1945), Jean-Jacques Etchevery (1955), Janine Charrat (1959), Françoise et Dominique Dupuy (1966), Michel Descombey (1971), Roland Petit (1980), Iván Markó (1981), Jean-Christophe Maillot (1987), Maurice Béjart (1992), Natalia Kassatkina (1996), Gleb Lyamenkoff (2016), etc.